# Aïn Tabia
Aïn Tabia, (en arabe : عين الطابية) est un village qui dépend territorialement de la commune de Tamalous dans le Massif de Collo, une région montagneuse située à l'ouest de la wilaya de Skikda. Son code postal est 21050.

## Histoire
L'histoire d’Aïn Tabia est liée à celle de la tribu des Béni Salah du Massif de Collo. Durant la colonisation française de l'Algérie,  le cercle d’Aïn Tabia a été institué comme douar unique pour le territoire de la tribu des Béni Salah, qui fut délimité par décret du 6 juillet 1867. Le douar fut rattaché à la commune mixte de Collo le 25 juillet 1880.

## Personnalités liées au village
- Gaston Revel (1915-2001), né à Laure-Minervois (Aude), a été instituteur à Aïn Tabia (1940-1942), puis conseiller municipal communiste de Bougie [4].

- François Marquis, né en 1937 à Albert (Somme), écrivain, ancien professeur de lettres [5]. Ayant vécu à Aïn Tabia en 1961 pendant la guerre d'Algérie, il a écrit deux mémoires et une nouvelle dont le titre est "L’âne d’Aïn Tabia"[6].